# Damaeus recasensi
Damaeus recasensi är en kvalsterart som beskrevs av Capilla 1971. Damaeus recasensi ingår i släktet Damaeus och familjen Damaeidae. Inga underarter finns listade i Catalogue of Life.